# Coxão duro
|  |

| Animal (kg) | Arroba (@) | Média (kg) |
| 160         | 10         | 3,41       |
| 190         | 12         | 4,05       |
| 220         | 14         | 4,68       |
| 250         | 16         | 5,32       |

Coxão duro, coxão de fora e chã de fora são denominações para um tipo de corte da carne bovina localizado na parte traseira do animal e representa, aproximadamente, 8,35% da carcaça.

## Informação nutricional
| Valor calórico     | 202,83 kcal | 8%  |
| Carboidratos       | 1,99 g      | 1%  |
| Proteínas          | 21,92 g     | 44% |
| Gorduras totais    | 11,91 g     | 0%  |
| Gorduras saturadas | 4,13 g      | 17% |
| Colesterol         | 63,33 mg    | 21% |
| Fibras             | 0 g         | 0%  |
| Cálcio             | 7,43 mg     | 1%  |
| Ferro              | 2,76 mg     | 20% |
| Sódio              | 53,06 mg    | 2%  |

Obs.: Valores diários em referência com base em uma dieta de 2.500 calorias por porção de 100g com referência para animais do Brasil.